# あの日は雨
「あの日は雨」（あのひはあめ）は、日本の歌手である沢田研二の68枚目のシングルである。2001年6月8日に東芝EMIのイーストワールドレーベルより発売された。

## 解説
- 同年発売のアルバム『新しい想い出 2001』の先行シングル。アルバムとはバージョンが異なる。
- 沢田の楽曲としては非常に珍しく、ファルセットを用いたナンバーである。この年にテレビ出演を解禁したこともあって、歌番組などでも披露される機会があった。
- カップリング曲は同年1月のツアー『21世紀初三大都市公演』で収録されたライブ音源。このツアーからキーボードが排除されており、同曲も同様の編成で演奏されている。
- 沢田のシングルとしては、メジャーレーベルからリリースされた最後の作品である。

## 収録曲
1. あの日は雨 (Single Version)
  - 作詞:覚和歌子／作曲:下山淳／編曲:白井良明
2. コバルトの季節の中で（2001年1月7日 渋谷公会堂でのライヴ）
  - 作詞:小谷夏／作曲:沢田研二
3. 絹の部屋（2001年1月7日 渋谷公会堂でのライヴ）
  - 作詞:及川恒平／作曲:大野克夫